# エドワード・ハーバート (第3代チャーベリーのハーバート男爵)

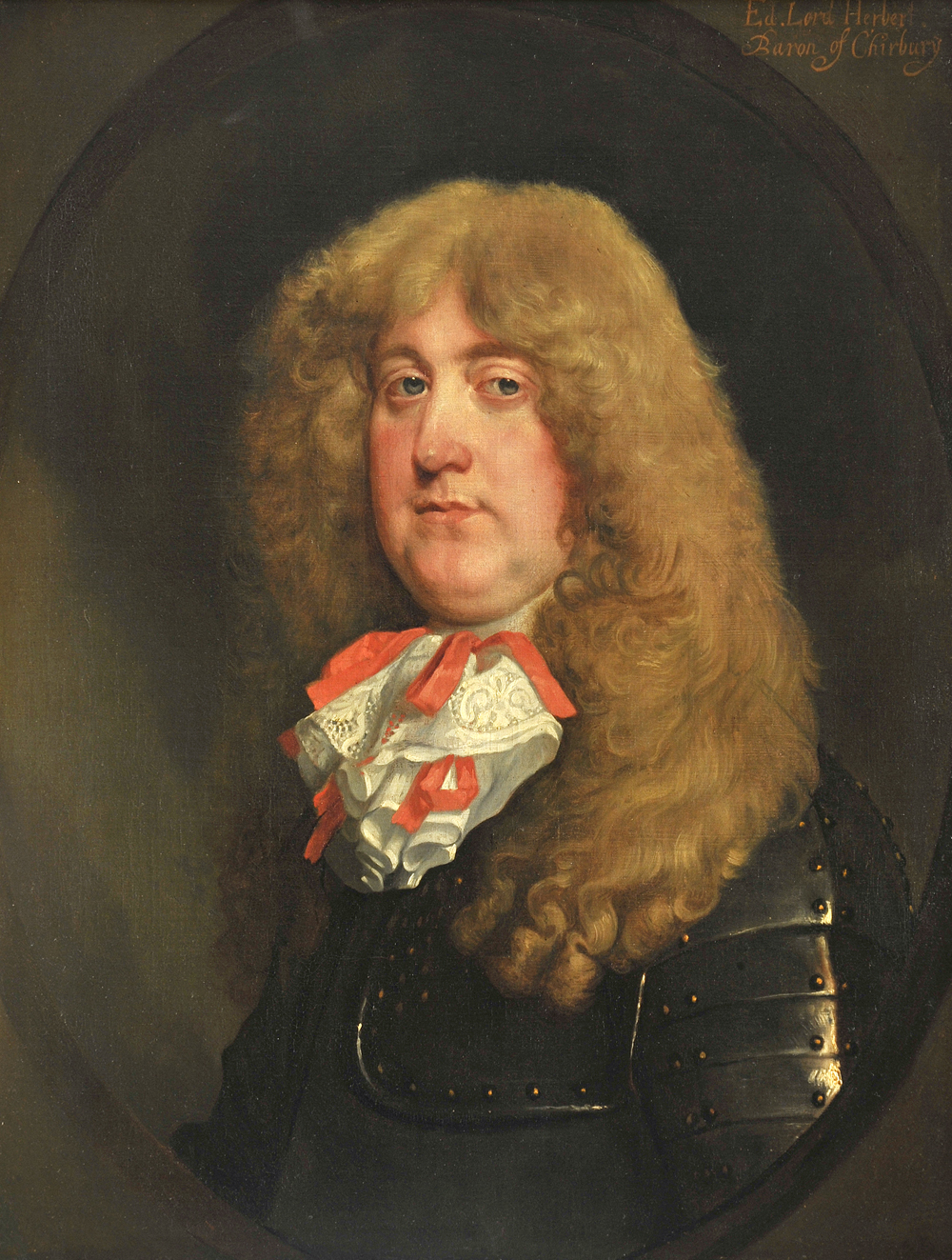
ジェラルド・スーストによる肖像画、1675年から1678年ごろ。

第3代チャーベリーのハーバート男爵および第3代キャッスル・アイランドのハーバート男爵エドワード・ハーバート（Edward Herbert, 3rd Baron Herbert of Chirbury, 3rd Baron Herbert of Castle Island PC (Ire)、1630年2月/3月 – 1678年12月9日）は、イングランド王国の貴族。王党派のブース蜂起（1659年）に参加した。

## 生涯
第2代チャーベリーのハーバート男爵リチャード・ハーバートと妻メアリー（1659年没、初代ブリッジウォーター伯爵ジョン・エジャートンの娘）の長男として、1630年2月/3月に生まれた。1655年5月13日に父が死去すると、チャーベリーのハーバート男爵位を継承した。父と同じく王党派に属し、1659年に弟ヘンリーとともにチャールズ2世の復位を目指すブース蜂起に加担した。これにより短期間投獄された。
イングランド王政復古の後、1660年8月24日にモンゴメリーシャー首席治安判事、1666年12月24日にデンビーシャー首席治安判事に任命され、いずれも1678年に死去するまで務めた。1669年8月、アイルランド枢密院の枢密顧問官に任命された。
地元では破壊されたモンゴメリー城の近くに邸宅を建てた（1663年）。クエーカーのリチャード・デイビスはよく投獄されたクエーカーを代表して、男爵に助力を求めたという。
1678年12月9日に死去、16日にウェストミンスター寺院に埋葬された。弟ヘンリーが爵位を継承した。

## 家族
1660年までにアン・ミドルトン（Anne Myddelton、1660年以降没、サー・トマス・ミドルトン娘）と結婚した。1673年8月20日、エリザベス・ブリッジス（1651年3月25日洗礼 – 1718年2月3日、第6代シャンドス男爵ジョージ・ブリッジスの娘）と再婚した。2度の結婚ともに子女をもうけなかった。
祖父の弟の息子にあたるサー・ヘンリー・ハーバートと文通を交わし、男爵はヘンリーが自身に敬意を払わなかったと腹を立てたが、1665年にヘンリーが初代男爵（3代男爵の祖父）の詩集を出版したとき、ヘンリーは詩集を3代男爵に献呈した。